# 19775 Medmondson
19775 Medmondson è un asteroide della fascia principale. Scoperto nel 2000, presenta un'orbita caratterizzata da un semiasse maggiore pari a 2,3205405 UA e da un'eccentricità di 0,0967554, inclinata di 3,56956° rispetto all'eclittica.